# Kup maršala Tita 1958./59.
Kup maršala Tita 1958./59., također poznat kao Kup Jugoslavije u nogometu 1958./59., bila je dvanaesta sezona Kupa Jugoslavije u nogometu nakon Drugog svjetskog rata.

U kvalifikacijama koje su provodili republički savezi sudjelovalo je 1677 ekipa; 31 ekipa došla je do stvarnog kupa (pod upravom FSJ), koji se igrao od 7. prosinca 1958. do 23. svibnja 1959.
Trofej je osvojila Crvena zvezda (drugi uzastopni uspjeh), svladavši u finalu Partizan. Crveno-bijelima je to bila peta titula u ovom natjecanju, uz osvojenu "dvostruku krunu".

## Turnir
Natjecanje po republikama počelo je puno prije finalne utakmice između Crvene zvezde i Veleža, jer je odlučeno da se buduće finale ponovno igra na Dan mladosti.

Ni ovoga puta nije bilo iznenađenja. 
Ekipa Borca – garnizona JNA iz Titograda je nakon nekoliko pobjeda u prednatjecanju uspjela u osmini finala eliminirati Šibenik sa 6:1, a zatim u osmini finala pobijediti Budućnost iz Titograda s 2:1. Partizan je tek u četvrtfinalu uspio eliminirati Borac s minimalnom pobjedom od 1:0.

Uspjeh je ostvario i Varteks plasmanom među osam najboljih klubova.

Plasman u polufinale izborila su tri prvoligaša: Crvena zvezda, Partizan i Vojvodina te Rijeka kao nositelj zonskog natjecanja.

U polufinalnim dvobojima Crvena zvezda je na Kantridi pobijedila Rijeku s 2:0, dok je Partizan jedva svladao Vojvodinu u Beogradu s 2:1. Zanimljivo je da Ivoš nije uspio realizirati penal kod 1:1.

U finalu je Crvena zvezda pobijedila "vječnog" rivala s 3:1.

Ovom pobjedom Crvena zvezda je po peti put osvojila Kup maršala Tita (1948., 1949., 1950., 1957./58., 1958./59., što nije uspjelo nijednom klubu).

## Sudionici
Dana 10. rujna 1958. godine startali su prvi parovi, od 1677 prijavljenih ekipa.

U Srbiji je sudjelovalo 856 klubova, u Hrvatskoj 449, u Bosni i Hercegovini 193, u Makedoniji 84, u Sloveniji 76 i u Crnoj Gori 19.

U šesnaestine finala ušlo je 6 pobjednika državnog natjecanja i 25 ligaša. Po republikama među 31 ekipom nastupile su:
| rang         | Slovenija         | Hrvatska                                                                      | Bosna i Hercegovina                     | Srbija                       | Srbija                                             | Srbija | Crna Gora                     | Makedonija   |
| rang         | Slovenija         | Hrvatska                                                                      | Bosna i Hercegovina                     | Vojvodina                    | Središnja Srbija                                   | Kosovo | Crna Gora                     | Makedonija   |
| ------------ | ----------------- | ----------------------------------------------------------------------------- | --------------------------------------- | ---------------------------- | -------------------------------------------------- | ------ | ----------------------------- | ------------ |
| 1. rang      |                   | - Dinamo Zagreb - Hajduk Split - Rijeka                                       | - Sarajevo - Velež Mostar - Željezničar | - Vojvodina                  | - Crvena zvezda - Partizan - Radnički Beograd      |        | - Budućnost                   | - Vardar     |
| 2. rang      | - Odred Ljubljana | - Borovo - Elektrostroj - Lokomotiva - Proleter Osijek - Šibenik - Trešnjevka | - Borac Banja Luka                      | - Novi Sad - Radnički Sombor | - OFK Beograd - Radnički Kragujevac - Radnički Niš |        | - Sutjeska                    | - Rabotnički |
| Niži rangovi |                   | - Varteks Varaždin                                                            |                                         |                              | - Borac Čačak                                      |        | - Borac−garnizon JNA Titograd | - Pelister   |

## Šesnaestina završnice
Utakmice odigrane 7. prosinca 1958. godine.
| Domaći sastav                                              |   | Gostujući sastav       | Rezultat               |
| ---------------------------------------------------------- | - | ---------------------- | ---------------------- |
| Odred (Ljubljana)                                          | – | NK Rijeka (Rijeka)     | 1:3                    |
| Borac (Čačak)                                              | – | Radnički (Beograd)     | 0:3                    |
| Varteks (Varaždin)                                         | – | Rabotnički (Skoplje)   | 5:0                    |
| Velež (Mostar)                                             | – | Radnički (Niš)         | 5:0                    |
| Radnički (Sombor)                                          | – | Vardar (Skoplje)       | 3:1                    |
| Trešnjevka (Zagreb)                                        | – | Vojvodina (Novi Sad)   | 2:3                    |
| Dinamo (Zagreb)                                            | – | Proleter (Osijek)      | 3:2                    |
| Crvena zvezda (Beograd)                                    | – | Elektrostroj (Zagreb)  | 4:1                    |
| RFK Novi Sad (Novi Sad)                                    | – | Partizan (Beograd)     | 2:2 (prod.) (7:8 pen.) |
| NK Borovo (Borovo)                                         | – | FK Sarajevo (Sarajevo) | 1:0                    |
| Borac (Titograd)                                           | – | NK Šibenik (Šibenik)   | 6:1                    |
| Pelister (Bitolj)                                          | – | Radnički (Kragujevac)  | 2:3                    |
| Borac (Banja Luka)                                         | – | Lokomotiva (Zagreb)    | 2:3 (prod.)            |
| Budućnost (Titograd)                                       | – | Sutjeska (Nikšić)      | 3:2                    |
| OFK Beograd (Beograd)                                      | – | Željezničar (Sarajevo) | 1:2                    |
| Hajduk (Split) ide dalje bez borbe – zahvaljujući ždrijebu |   |                        |                        |

## Osmina završnice
Utakmice odigrane 14. prosinca 1958. godine.
| Domaći sastav          |   | Gostujući sastav        | Rezultat    |
| ---------------------- | - | ----------------------- | ----------- |
| NK Rijeka (Rijeka)     | – | Radnički (Beograd)      | 2:1         |
| Varteks (Varaždin)     | – | Velež (Mostar)          | 2:1 (prod.) |
| Radnički (Sombor)      | – | Crvena zvezda (Beograd) | 2:5         |
| Lokomotiva (Zagreb)    | – | Hajduk (Split)          | 4:2         |
| Radnički (Kragujevac)  | – | Partizan (Beograd)      | 1:3         |
| Budućnost (Titograd)   | – | Borac (Titograd)        | 1:2         |
| Vojvodina (Novi Sad)   | – | NK Borovo (Borovo)      | 2:0         |
| Željezničar (Sarajevo) | – | Dinamo (Zagreb)         | 2:3         |

## Četvrtzavršnica
Utakmice odigrane 8. ožujka 1959. godine.
| Domaći sastav           |   | Gostujući sastav    | Rezultat |
| ----------------------- | - | ------------------- | -------- |
| NK Rijeka (Rijeka)      | – | Varteks (Varaždin)  | 4:2      |
| Crvena zvezda (Beograd) | – | Lokomotiva (Zagreb) | 2:1      |
| Partizan (Beograd)      | – | Borac (Titograd)    | 1:0      |
| Vojvodina (Novi Sad)    | – | Dinamo (Zagreb)     | 5:1      |

## Poluzavršnica
Utakmice odigrane 8. travnja 1959. godine.
| Domaći sastav      |   | Gostujući sastav        | Rezultat |
| ------------------ | - | ----------------------- | -------- |
| NK Rijeka (Rijeka) | – | Crvena zvezda (Beograd) | 0:2      |
| Partizan (Beograd) | – | Vojvodina (Novi Sad)    | 2:1      |

## Završnica

### Susret
| 23. svibnja 1959.                 |             |           |                                                                         |
| Crvena zvezda                     | 3:1         | Partizan  | Stadion JNA, Beograd Broj gledatelja: 50.000 Sudac: Leo Lemešić (Split) |
| Maravić 11' Kostić 57' 71' (11 m) | (izvještaj) | 62' Galić | Stadion JNA, Beograd Broj gledatelja: 50.000 Sudac: Leo Lemešić (Split) |

| CRVENA ZVEZDA: |  |                     |  |
|                |  |                     |  |
| G              |  | Vladimir Beara      |  |
|                |  | Vladimir Durković   |  |
|                |  | Miljan Zeković      |  |
|                |  | Lazar Tasić         |  |
|                |  | Ljubiša Spajić      |  |
|                |  | Vladica Popović     |  |
|                |  | Dragoslav Šekularac |  |
|                |  | Antun Rudinski      |  |
|                |  | Ivan Popović        |  |
|                |  | Dušan Maravić       |  |
|                |  | Bora Kostić         |  |
| Trener:        |  |                     |  |
| Miša Pavić     |  |                     |  |

| PARTIZAN:   |  |                      |        |
|             |  |                      |        |
| G           |  | Milutin Šoškić       |        |
|             |  | Bruno Belin          |        |
|             |  | Fahrudin Jusufi      |        |
|             |  | Aleksandar Jončić    |        |
|             |  | Božidar Pajević      |        |
|             |  | Jovan Miladinović    |        |
|             |  | Zvezdan Čebinac      | Izašao |
|             |  | Tomislav Kaloperović |        |
|             |  | Milan Vukelić        |        |
|             |  | Milan Galić          |        |
|             |  | Branislav Mihajlović |        |
| Izmjene:    |  |                      |        |
|             |  | Dragoljub Blažić     | Ušao   |
| Trener:     |  |                      |        |
| Illés Spitz |  |                      |        |

## Poveznice
- Prva savezna liga 1958./59.
- Druga savezna liga 1958./59.
- 3. ligaški rang 1958./59.

## Vanjske poveznice
- RSSSF
- Jugoslavija - Detalji finala Kupa 1947.-2001
- exyufudbal.in.rs
- lavkup.com
- bihsoccer.com